# ZZ Top
ZZ Top (МФА: [ˈziː ˈziː ˈtɒp]) — американський рок-гурт. Створений у 1969 році у Х'юстоні (Техас).
Гурт є представником стилів хард-рок, а також блюз-рок і південний рок. Найбільшого успіху тріо, яке вже понад 40 років виступає у незмінному складі, досягло у 80-х роках. У 2004 році гурт прийняли у Залу слави рок-н-ролу. Членами гурту є Біллі Ґіббонс (вокал, гітара), Дасті Гілл (вокал, бас-гітара) і Франк Берд (ударні). ZZ Top став популярним не лише завдяки індивідуальному музичному стилю, але й завдяки незвичному зовнішньому вигляду. Ґіббонс та Гілл носять довгі бороди до пояса, і виступають на концертах у довгих плащах, темних сонцезахисних окулярах і капелюхах.

## Історія

### Створення гурту. Період 1970—1974 років
Засновником гурту, його незмінним лідером, натхненником і головною творчою силою є Біллі Гіббонс. До участі в «ZZ Top» Біллі Гіббонс грав у ним же заснованому 1967 року техаському психоделічному гурті «The Moving Sidewalks» (англ. «Рухомі доріжки»), який записав низку синглів і один повноцінний альбом. Гурт нерідко виступав у Техасі на концертах, зокрема відкривав концерти таких музикантів, як Джимі Гендрікс, Дженіс Джоплін, «The Doors» та інших. Під час виступу на концерті «The Doors» гурт побачив на той момент концертний промоутер Білл Гем, який надалі, у певному сенсі, став четвертим учасником «ZZ Top». Він взяв велику участь у всіх аспектах діяльності гурту: від підготовки альбомів та їхнього запису, до вироблення образу гурту та організації його виступів.
«The Moving Sidewalks» у 1969 році розпалися, і 20 червня того року Біллі Гіббонс заснував новий гурт, назвавши його «ZZ Top». Походження назви гурту, за словами Гіббонса, пов'язане з Бі Бі Кінгом. Спочатку планувалося назвати гурт «Z.Z. King», однак це здалося Гіббонсу занадто схожим на «Бі Бі Кінг», і таким чином — оскільки Бі Бі Кінг уже сам по собі став «топовою» фігурою — назва гурту стала «ZZ Top». Однак простежуються явні алюзії іншого характеру. Так, назва гурту являє собою змішання назв двох відомих фірм з виробництва паперу для самокруток «Zig-Zag» і «Top»; також простежується зв'язок з псевдонімом відомого американського блюзового співака Зі Зі Гілла.
До першого складу гурту увійшли басист і клавішник Ентоні Барахас і барабанщик Пітер Перез. Однак у такому складі гурт існував зовсім недовго, тож найчастіше першим складом гурту зазвичай називають клавішника Ланьє Грега і колишнього барабанщика «The Moving Sidewalks» Дена Мітчелла. У такому складі наприкінці 1969 року «ZZ Top» випустили на лейблі «Scat Records» сингл «Salt Lick/Miller's Farm» (1969). Цей сингл став єдиним релізом «ZZ Top» в такому складі, і єдиним релізом гурту виконаним у поєднанні «гітара — клавішні — ударні».
У січні 1970 року Ланьє Гріг і Ден Мітчелл були призвані на службу до В'єтнаму. Біллі Гіббонс був змушений набирати нових музикантів. Ними стали басист Біллі Етерідж і барабанщик Френк Бірд, формально члени гуртів «The Cellar Dwellers» і «American Blues». Бірд згадував про це так: «Дасті і я грали в „American Blues“ у Далласі, Біллі грав у „Moving Sidewalks“ у Г'юстоні. Звичайно, ми знали один одного, і коли мені знадобилася робота, я поїхав до Г'юстона на Фольксвагені зі своїми барабанами, і сказав: „Гей, найми мене!“». Біллі Етерідж майже одразу залишив гурт і був замінений Майклом Джонсоном, який за кілька тижнів також пішов із гурту. Тоді Бірд наполіг на тому, щоб Гіббонс запросив до гурту колишнього колегу по «American Blues», басиста Дасті Гілла. Гілл згадував: «Я перебрався до Г'юстона, навіть не знаючи, що Френк [Бірд] теж тут же. Коли я грав у якомусь клубі, туди випадково увійшов Френк. Він сказав: „Ти повинен піти і пограти з тим хлопцем [Гіббонсом]“, ну я сказав „О кей“».
Так сформувався постійний склад гурту, чий перший виступ у такому вигляді відбувся в Бомонті 10 лютого 1970 року, для чого Гіллу довелося позичити бас-гітару — своєї у нього не було. До березня 1970 року матеріал для першого альбому гурту загалом уже був, проте американські компанії звукозапису не поспішали підписувати контракт із «ZZ Top». Єдина пропозиція надійшла від британської «London Records» — але вона здавалася «ZZ Top» вельми привабливою, оскільки на цьому лейблі записувалися «The Rolling Stones». Поки тривали переговори, гурт виступав у різних клубах на півдні США, зокрема, їх неодноразово запрошували на підтримку концертів Лайтніна Гопкінса, Дженіс Джоплін, Бо Діддлі і навіть Чака Беррі. Зрештою гурт, зусиллями свого менеджера Білла Гема, зміг підписати контракт на два альбоми з «London Records», де на початку 1970 року перевидали перший сингл «ZZ Top» під своїм лейблом.
Перший альбом, з ініціативи арт-директора «London Records» названий ZZ Top's First Album, було записано на «Robin Hood Studios» у Тайлері (штат Техас), наприкінці 1970 року, він вийшов 16 січня 1971 року. Сингл із цього альбому «(Somebody Else Been) Shaking Your Tree» сягнув 50-го місця в «Billboard Hot 100», проте загалом гурт залишався маловідомим і продовжував роботу в південних штатах США. Альбом являв собою більшою мірою південний блюз, ніж рок. Біограф гурту Нейл Деніелс сказав про нього, що «Альбом задав тон для того, що зараз називається фірмовим звуком гурту: фуззові нелаковані гітари, блюзові мелодії, сексуальні натяки і техаський сленг. Гумор завжди був ключовою особливістю в звучанні й образі гурту, з акцентом на похабні жарти, що з'явилися часто з особистого досвіду. Коріння їхнього звучання міцно сидить у блюзі, але з власними наворотами».
За рецензією на альбом від «All Music Guide»:
«ZZ Top's First Album» може і не відполірований до досконалості, але він визначив їхній [ZZ Top] звук, поведінку і примхи. Простіше сказати, це брудний маленький блюз-рок запис зі змазаними гітарами, шинкарськими ритмами, брудними жартами і техаським сленгом.      
Оригінальний текст (англ.)
ZZ Top's First Album may not be perfectly polished, but it does establish their sound, attitude, and quirks. Simply put, it's a dirty little blues-rock record, filled with fuzzy guitars, barrelhouse rhythms, dirty jokes, and Texan slang.

«ZZ Top» не стали відкладати випуск нового альбому і приступили до його запису вже 1971 року. Другий альбом гурту «Rio Grande Mud» вийшов 4 квітня 1972 року, його записали там же і випустила та сама компанія звукозапису. Альбом вийшов із дещо важчим звучанням, ніж попередній, ще трохи змістивши акцент у творчості від блюзу до року, але водночас загалом його матеріал являв собою ту саму суміш блюзу, бугі та року. Не залишився непоміченим критиками і підвищений рівень майстерності виконавців, і більш рівний запис альбому.
...Rio Grande Mud виявив, що звук гурту став більш насиченим і впевненим у студії, ніж у їхній дебютній спробі. Протягом усіх 10 «брудних» пісень, Гілл та барабанщик Френк Бірд забезпечують пружне, фатальне тіло і важку блюзову основу для вокалу Гіббонса та найчастіше, карколомних гітарних ходів.
Оригінальний текст (англ.)
…Rio Grande Mud finds the band sounding more full-bodied and confident in the studio than on their initial effort. Throughout Mud‘s 10 songs, Hill and drummer Frank Beard provide a supple, rock solid and blues-heavy foundation for Gibbons’ vocals and frequently stunning guitar excursions.

Незважаючи на те, що цей альбом потрапив до «The Billboard 200», досягнувши 104 місця, а сингл «Francine» (авторство якого не належить гурту) досяг 69 місця в «Billboard Hot 100», гурт залишався маловідомим за межами Півдня США. «ZZ Top» багато гастролювали, їхня музика досить широко ротувалася на місцевих радіостанціях, але вони «ніколи не виступали далі сотні миль від Г'юстона». Зате в самому Г'юстоні «ZZ Top» зуміли зібрати на стадіоні 38 тисяч глядачів. У липні 1972 року альбом удостоївся стриманої рецензії в журналі «Rolling Stone», а восени 1972 року надійшла пропозиція про те, щоб у січні 1973 року виступити на Гаваях на розігріві у «The Rolling Stones». «ZZ Top» були дуже тепло прийняті на цих трьох концертах, що відбулися 22 і 23 січня 1973 року.
У 1973 році гурт розпочав роботу з тоді початківцем, а згодом відомим звукооператором і продюсером Террі Меніннгом. Матеріал нового альбому було записано в тій самій студії в Тайлорі, а потім переправлено до студії Меннінга в Мемфісі. 26 липня 1973 року вийшов третій альбом «Tres Hombres», який став справжнім проривом. Альбом піднявся до восьмого місця в чарті «Billboard Pop Albums», один з найвідоміших хітів гурту «La Grange», випущений синглом, досяг 41 місця в чарті «Billboard Pop Singles», продажі альбому перевищили мільйон копій. Наразі альбом входить до 500 найвизначніших альбомів усіх часів за версією журналу «Rolling Stone», де посідає 490 сходинку. У цьому альбомі «ZZ Top» ще більшою мірою змістили акцент із блюзу на рок, «подвоїли, потроїли важкість, створивши більш басове і зле звучання, ніж у перших двох альбомах».
Цей альбом зафіксував їхнє перетворення з міцної, але загалом не вражаючої команди, яка грала південний бугі, на один із найпрекрасніших гуртів у світі... „Tres Hombres“ — справжня перлина серед них [альбомів 1970-х] і заслуговує на місце на антресолях будь-якого фаната класичного року...
Оригінальний текст (англ.)
This is the album that saw them morph from solid but unspectacular Southern-friend boogie rockers, to one of the finest rock bands on the planet...Tres Hombres is the crown jewel among these and deserves its place on the shelf of any classic rock fan.

За словами Гіббонса, цей альбом вказав потрібний напрямок гурту. Зазначається, навіть, що, за великим рахунком, все, чим займався гурт згодом, — це спроби знову випустити цей альбом: «що є „Eliminator“, як не „Tres Hombres“, тільки з секвенсорами і синтезаторами?».
«ZZ Top» починають гастролювати по всіх Сполучених Штатах. Їх приймали скрізь: так, у Чикаго їм довелося виходити на біс п'ять разів, а в Савані почалися заворушення через брак квитків. Цими виступами вони заробили собі в певному сенсі погану славу: хедлайнери стали відмовлятися від спільних виступів, оскільки «ZZ Top», які виступали на розігріві, викликали більший інтерес у публіки, ніж самі хедлайнери. Але основна маса їхніх шанувальників так і залишалася на півдні США, де гурт збирав на своїх концертах десятки тисяч слухачів. Вищою точкою популярності на той момент став виступ «ZZ Top» на стадіоні «Texas Memorial Stadium» в Остіні. На цьому концерті, названому «ZZ Top's First Annual Rompin' Stompin' Barndance & Bar B Q», гурт зібрав близько 80 000 глядачів, а на розігріві у нього виступали такі виконавці, як «Bad Company», Джо Кокер і Карлос Сантана.
З виходом цього альбому закінчилася епоха ранньої творчості гурту: перші три альбоми були чистим простим блюз-роком, хоча і з різним ступенем співвідношення блюзу і року. Подальша творчість гурту вже була пов'язана з експериментами в поєднанні блюз-року з іншими стилями музики, інструментуванням, технічним боком запису. Це оцінили не всі, блюзові пуристи більше схилялися до думки, що «Tres Hombres» останній вартісний альбом гурту; натомість фанати «ZZ Top» зразка 1980-х казали, що це перший вартий уваги альбом гурту. Однак тоді ж почав зароджуватися і культовий статус гурту: «Можна легко знайти студента ядерної фізики з Массачусетського технологічного, який намагається роз'яснити музику „ZZ Top“ своєму важкому сусідові по кімнаті, і знайти його так само просто, як хіпі-реднеків або міських панків з альбомами „ZZ Top“ на вертушці».

### Період 1975—1982 років
У 1974 році «ZZ Top» зробили паузу, не випустивши чергового альбому, що, за словами Гіббонса, було пов'язано частково з тим, що гурт не хотів новим альбомом опустити в чартах «Tres Hombres», який добре продавався. З 30 грудня 1974 року до 23 березня 1975 року гурт записував новий альбом, і 18 квітня 1975 року вийшов четвертий альбом гурту «Fandango!», в якому лише другий бік платівки містив матеріал, записаний у студії, а на першому боці був запис концертного виступу гурту в Новому Орлеані. Диск став платиновим і посів 10 місце в чарті «Billboard Pop Albums», а новий хіт гурту «Tush» досяг 20 місця в «Billboard Hot 100». Відгуки про концертну частину платівки, на якій гурт виконав і свої пісні, і кавер-версії, здебільшого були настільки ж негативними, наскільки про студійну частину були позитивними. Зокрема, писалося таке: «„Жива“ сторона — справжнє місиво. Просто несусвітня мішанина, яка реально відвертає від прослуховування ще якихось їхніх „живих“ альбомів... Якщо вони і справді такий чудовий концертний гурт, то вони не зробили якоїсь особливої роботи, щоб це підтвердити». Найбільше критикам не подобалося дев'ятихвилинне медлі, «де здається більше бажання відтворити ненатуральну „відв'язну“ атмосферу, ніж насправді грати на інструментах». Разом з тим, студійна частина оцінювалася високо: «На щастя (і не дивно) чотири з шести нових студійних треків — абсолютна класика».
Цей альбом не важкий і басовий, як „Tres Hombres“, і не блискучо-хорусний, ні до чого не зобов'язуючий „Rio Grande Mud“: натомість, він звучить як рок-альбом! На кшталт „Thin Lizzy“ або чогось такого.       
Оригінальний текст (англ.)
It's not heavy and bassy like Tres Hombres nor chorus-sheeny and noncommital like Rio Grande Mud: instead, it sounds like a hard rock album! Like Thin Lizzy or something

На момент виходу альбому гурт уже перебував у своєму першому офіційному турне по США під назвою «Fandango! Tour», яке почалося 28 березня 1975 року і закінчилося тільки 20 лютого 1976 року. У березні 1976 року «ZZ Top» почав готувати новий альбом, але, встигнувши більш-менш закінчити чотири композиції, які з'явилися з начерків під час гастролей, у травні того року гурт вирушив в нове, глобальне турне по США під назвою «World Wide Texas». На той час Білл Гем дійшов висновку, що до гурту приклеїлася репутація локального гурту південного року, що лише частково відповідало дійсності і що заважало йому розвиватися. Гем вирішив провести «ребрендинг», для чого запросив відомого публіциста і піарника Говарда Блума. У результаті кампанії з просування «ZZ Top» як жителів «чужої країни», великого штату Техас, для цього турне вже було замовлено грандіозні декорації, під час виступів гурту використовували живих буйволів і стерв'ятників, сцену прикрасили типовими для Техасу рослинами на кшталт кактусів. Устаткування (зокрема 260 аудіоколонок і 130 світильників, які потребували понад 136 000 ват електричної потужності) і декорації займали тринадцять трейлерів і обслуговувалися командою з 50 працівників. Турне тривало до 31 грудня 1977 року і на нього було продано 1,2 мільйона квитків.
Музиканти були змушені готувати матеріал для нового альбому під час турне і записувати його в перервах у гастролях. П'ятий альбом гурту під назвою «Tejas» побачив світ 9 лютого 1977 року, у розпал турне «ZZ Top». У цьому альбомі гурт розпочав свої експерименти зі звуком і стилем, що було названо, зокрема, «сміливим розширенням музичних кордонів гурту». Оглядач журналу «Rolling Stone» сказав, що «Це новий матеріал „ZZ Top“, і його не можна було передбачити, ґрунтуючись на перших чотирьох альбомах гурту». В альбомі стало значно більше «чистої» (без використання ефектів) гітари, знайшлося невелике місце таким інструментам, як губна гармоніка, акордеон і навіть скрипка. Багато в чому це було пов'язано з тим, що концепція альбому, задумана Гіббонсом, полягала в тому, щоб показати слухачам справжній Техас, який неможливо уявити без кантрі. Відповідно, в альбомі, незважаючи на те, що він витриманий у типовому для гурту блюз-році, вельми відчувається вплив кантрі-музики (прикладом є «She's a Heartbreaker»), але не лише цієї музики. Гіббонс зробив перші спроби поєднання блюз-року з поп-музикою і AOR («It's Only Love»), з диско, і навіть, за словами Френка Бірда, реггі («Snappy Kakkie»). Інструментальна композиція «Asleep in the Desert» узагалі була найбільше схожа на музику зі спагетті-вестерн, «містичний повільний іспанський інструментал».
Це сміливе розширення музичних кордонів гурту може лише розчарувати і збентежити деяких із тих фанів „ZZ Top“, хто, можливо, був би щасливішим, якби гурт обрав би простий шлях розробляти безпечну шаблонну жилу, яка швидко приносить багатство....  
Оригінальний текст (англ.)
This fairly bold expansion of the groups musical boundaries may only disappoint and confuse some of those Top fanatics who might've been happier if the band had chosen the easy route-digging itself into a secure, get-richer-quick, formulaic ditch.

«Tejas», у якому, на загальну думку, не містилося явних хітів (хоча і явних провалів теж), зміг досягти 17 місця в «Billboard Pop Albums», а сингли «It's Only Love» і «Arrested for Driving While Blind» досягли 44 і 91 місця відповідно.
26 листопада 1977 року «London Records», з якими закінчувався контракт, випустили збірку найкращих пісень «The Best of ZZ Top», також відому як «10 Legendary Texas Tales». Альбом досяг 94 місця в «Billboard Pop Albums», а 1983 року, на тлі успіху «Eliminator», досяг 182 місця в «The Billboard 200».
У 1978 році «ZZ Top», після семи років постійних гастролей, пішли у відпустку, яка була запланована спочатку на 90 днів, але тривала майже два роки. Учасники гурту в цей час займалися різним: «Бірд потрапив до реабілітаційного центру, Гілл влаштувався на роботу в аеропорту і вдавав із себе нормальну людину, а Гіббонс виїхав за кордон, де, за його словами, „тусувався з панками в Англії, а потім почав навчатися в гуру в Індії“». Вони не зустрічалися, і навіть майже не зідзвонювалися один з одним. За цей час продюсер/менеджер/іміджмейкер гурту Білл Гем залагодив усі справи з «London Records», і гурт перейшов під крило більшої компанії «Warner Bros. Records».
Влітку 1979 року гурт зібрався в Г'юстоні для запису нового альбому, і з'ясувалося, що Гіббонс і Гілл, не змовляючись, відпустили собі 14-дюймові бороди, які згодом стали фірмовим знаком гурту. Френк Бірд їхнього прикладу не наслідував (його прізвище Beard у перекладі і є «борода»). За словами Гіббонса, вони з Гіллом завжди носили невеликі бороди, а періодично до них приєднувався і Бірд з еспаньйолкою. Але за відпустку Гіббонс і Гілл відпустили повноцінні, великі бороди, і вирішили їх залишити. З цього часу і почав формуватися звичний на сьогодні образ «ZZ Top», і з погляду творчості, і з погляду елементів шоу, зовнішнього вигляду гурту. За словами Гіббонса: «Автомобілі, дівчата, швидкість і гучність — ці частини почали складатися і набувати обрисів».
У перший день зустрічі учасники гурту влаштували 11-годинний джем-сейшн, а на другий день вже склали дві нові пісні для альбому, який вийшов 27 серпня 1979 року під назвою «Degüello». Але його продажі були негайно припинені через судову заборону, пов'язану із суперечкою правовласників про права на пісню «Dust My Broom», кавер-версія якої у виконанні «ZZ Top» увійшла до альбому. Гурт вказа автором пісні Елмора Джеймса, хоча справжнім автором є Роберт Джонсон. У листопаді 1979 року суперечка завершилася, і альбом знову надійшов на прилавки.
Гурт продовжив експерименти, намагаючись розширити коло прихильників, тим паче, що Гіббонс після подорожей піддався впливу арт-року, постпанку, реггі та особливо нової хвилі. Поки що зміни не мали кардинального характеру, так, що навіть мала місце критика на тему: «Вони не зробили нічого такого, чого б не робили раніше». Проте напрямок руху вже потроху проявлявся. У цьому альбомі, загалом тепло сприйнятому слухачами (дехто відгукувався про альбом як найкращий з часів „Tres Hombres“), гурт продовжив обережні експерименти зі змішування блюз-року з більш популярною музикою. За словами Гіббонса, синтезатор вони вперше використали саме в цьому альбомі, у ще одному хіті гурту «Cheap Sunglasses». Спеціально для альбому всі учасники гурту освоїли саксофон і записали його в кількох піснях. Зріс технічний рівень запису: було використано більше інструментів і різної апаратури. Але тим не менш, музиканти поки що зуміли зберегти традиційні блюзові основі у піснях, внісши лише відтінки поп-року. Один з оглядачів, сказавши, що альбом не надто експериментальний, зазначив, що все ж «кілька треків заражені глянцевим AOR-надлишком»
Якщо вам подобається „ZZ Top“, але „Degüello“ пройшов повз вас, це буде хорошим, вартим вивченням. Якщо ваше уявлення про „ZZ Top“ існує як про гурт з підбитими хутром гітарами, схибленим на драм-машині, хітом продажів „MTV“, цей альбом може добре поміняти вашу думку...
Оригінальний текст (англ.)
If you like ZZ Top, but Deguello has so far passed you by, it’s well worth investigation. If you’re image of ZZ Top is of furry-gutar-wielding, drum-machine obsessed, MTV sell-outs, this album could very well change your mind.

У 1980 році «Degüello» досяг 24 місця в «Billboard Pop Albums», а у 1984 році посів 184 місце в «The Billboard 200». Сингли «I Thank You» і «Cheap Sunglasses» досягли 34 і 89 місць відповідно.
20 листопада 1979 року гурт вирушив у чергове турне «Expect No Quarter Tour», під час якого «ZZ Top» вперше дали три концерти в Європі, але здебільшого гастролі, що тривали до 3 січня 1981 року, проходили в США, за винятком двох концертів у Канаді.
Навесні 1981 року, після невеликої відпустки, гурт зібрався в Мемфісі, в будинку Бірда, де барабанщик обладнав репетиційну студію, і почав підготовку нового альбому. Обладнанням студії займався Лінден Гадсон, давній приятель Бірда і знайомий решти членів гурту з часів його утворення, який під час репетицій став звукооператором. Гадсон, на відміну від Гіббонса, вільно поводився з синтезаторами, і потроху став впливати на творчість гурту. Це, через 30 років визнав і сам Гіббонс, сказавши, що Гадсон був талановитим композитором, мав навички продюсування, і не відчував страху перед експериментами. Експерименти затягнулися, і новий альбом «El Loco» побачив світ лише 30 листопада 1981 року. Новий альбом ще більшою мірою наблизив гурт до того поєднання блюзу, року і поп-музики, яке принесло їм через два роки статус суперзірок. Загалом, альбом добре сприйняли і критики, і публіка: відзначали готовність гурту до експериментів, нове гітарне звучання, поміркованість у використанні синтезаторів. Однак, пролунали і тривожні дзвінки: вкрай негативні відгуки отримали балади «Leila» і «It So Hard» («неймовірно халтурна», «шматок сопливого середньотемпового льодяника для вух»), насичену електроніку «Groovy Little Hippie Pad» («безглуздий експеримент, трясовина нової хвилі») і пісню «Heaven, Hell or Houston» («мішанина диско і художньої декламації»).
Цей альбом взагалі звучить не так, як попередні. Треба віддати належне містеру Гіббонсу - він не хоче назавжди загрузнути в рутині. Він знаходить собі нове гітарне звучання, крипає чогось на синтезаторі... не забуваючи, зрозуміло, про техаське коріння, але з готовністю переключитися на незвідане»
Оригінальний текст (англ.)
This stuff doesn't sound at all like the preceding album. Gotta give Mr Gibbons his due, he does not want to get stuck in a rut forever. He gets himself some new guitar tones, dabbles around in synthesizers... never forgetting the TeJJJJJas roots, of course, but readily willing to tap into the unknown

Альбом став точкою розділу двох великих епох у творчості гурту: епоху до «El Loco» (що включає періоди до «Tres Hombres» і після нього), і так звану «MTV»-епоху, під час якої експерименти з поп-музикою були доведені до досконалості, а гурт почав приділяти дедалі більше уваги своєму образу, концертам, відеокліпам та продажам альбомів. Гіббонс погоджується з цим твердженням, назвавши альбом «цікавою переломною точкою».

### Період 1982—1989 років
Гурт уже достатній час поєднував студійну роботу з гастрольною. У турне «El Loco-Motion Tour» гурт вирушив у травні 1981 року, за півроку до виходу альбому «El Loco. Це турне тривало до січня 1983 року, і включало в себе вже досить широкі гастролі в Європі. У перервах між гастролями, влітку і восени 1982 року, і відразу після їхнього закінчення, тривала робота над альбомом, який став найвищою точкою кар'єри «ZZ Top».
Немає абсолютно достовірної інформації про те, як виникла концепція альбому, як він був підготовлений і записаний. Лінден Гадсон, позаштатний звукорежисер гурту, стверджує, що вся робота над матеріалом альбому була проведена ним і Гіббонсом, майже без участі решти членів «ZZ Top». За його словами, в січні 1983 року плівка, що містить повністю готовий матеріал, який був плодом роботи Гіббонса і Гадсона, була передана штатному звукорежисерові гурту Террі Меннінгу, який перезаписав її на професійній апаратурі. Террі Меннінг, зі свого боку, ухильно говорить про деталі запису, кажучи про те, що технічно запис здебільшого був зроблений Гіббонсом (гітара, вокал, частиною бас-гітара) і самим Меннінгом (ритм-гітара, синтезатори, драм-машина, частиною бас-гітара). Меннінг сказав, зокрема: «Ах, якби я міг розповісти, як усе було насправді... Можливо, колись» Гадсон не заперечує, що Меннінг перезаписав готовий матеріал, але стверджує, що цей матеріал, по суті, (за виключенням додатково накладених ефектів), є тим, що склав Гіббонс разом із Гадсоном, а партії синтезаторів навіть не перезаписувалися. У будь якому разі, в концепції альбому, витриманого в танцювальному ритмі, і в широкому використанні в альбомі синтезаторів — чимала заслуга Гадсона. У 1983 році Гадсон порушив проти «ZZ Top» судову справу, в результаті якої визнав за собою авторські права на пісню «Thug». Інших претензій Гадсон не пред'являв.
23 березня 1983 року вийшов «Eliminator», який посів високі місця у чартах по всьому світу. Цьому сприяла потужна підтримка альбому після його виходу: було випущено п'ять синглів і вперше в історії гурту три відеокліпи, які широко ротувалися на «MTV». Сягнув розквіту і образ гурту: поряд з бородами, ковбойськими капелюхами і неодмінними сонцезахисними окулярами, з'явилися фірмовий жест, гітари «Dean Z» (які реально багато використовували Гіббонсом у записі альбому), обшиті білою шотландською овчиною, і міцно асоційований із гуртом червоний родстер Ford випуску 1933 року, що довго кастомізувався Гіббонсом і отримав власне ім'я «Eliminator» (від чого і пішла назва альбому).

## Склад
- Біллі Гіббонс — вокал, соло-гітара, ритм-гітара (з 1969 року)
- Френк Бірд — ударні (з 1970 року)
- Елвуд Френсіс — бас-гітара (з 2021 року)[7]

Колишні учасники
- Ланьє Грейг — бас-гітара, орган Гаммонда (з 1969 року; помер у 2013 році)[8]
- Ден Мітчелл — ударні (1969)
- Біллі Етерідж — бас-гітара (1969—1970)
- Дасті Гілл — бас-гітара, бек-вокал і вокал, клавішні (1970—2021 роки; помер у 2021 році)

Часова шкала

## Дискографія

### Студійні альбоми
| Альбом               | Дата виходу       | Фірма звукозапису    | Місце в чартах Біллборда |
| -------------------- | ----------------- | -------------------- | ------------------------ |
| ZZ Top's First Album | 16 січня 1971     | London Records       | —                        |
| Rio Grande Mud       | 4 квітня 1972     | London Records       | 104                      |
| Tres Hombres         | 26 липня 1973     | London Records       | 8                        |
| Fandango!            | 18 квітня 1975    | London Records       | 10                       |
| Tejas                | 9 лютого 1977     | London Records       | 17                       |
| Degüello             | 27 серпня 1979    | Warner Bros. Records | 24                       |
| El Loco              | 30 листопада 1981 | Warner Bros. Records | 17                       |
| Eliminator           | 23 березня 1983   | Warner Bros. Records | 9                        |
| Afterburner          | 28 жовтня 1985    | Warner Bros. Records | 4                        |
| Recycler             | 23 березня 1990   | Warner Bros. Records | 6                        |
| Antenna              | 18 січня 1994     | RCA                  | 14                       |
| Rhythmeen            | 17 вересня 1996   | RCA                  | 29                       |
| XXX                  | 28 вересня 1999   | RCA                  | 100                      |
| Mescalero            | 15 квітня 2003    | RCA                  | 57                       |
| La Futura            | 10 вересня 2012   | American Recordings  | 6                        |